# Stanisław Walendowski
Stanisław Walendowski (ur. 22 sierpnia 1926 w Żegocinie, zm. 23 listopada 1975) – polski inżynier rolnictwa, agronom, działacz komunistyczny, poseł na Sejm PRL III, IV i V kadencji.

## Życiorys
Syn Ignacego. Uzyskał wykształcenie wyższe w stopniu inżyniera rolnictwa w Wyższej Szkole Rolniczej w Poznaniu, pracował jako agronom. W latach 1948–1956 należał do Związku Młodzieży Polskiej, w którym był wiceprzewodniczącym zarządu wojewódzkiego w Poznaniu, należał również do Związku Młodzieży Wiejskiej, gdzie pełnił funkcję przewodniczącego zarządu wojewódzkiego w Poznaniu. W 1950 ukończył Centralny Kurs Inspektorów Polityczno-Wychowawczych w Poznaniu.
Od 1947 należał do Polskiej Partii Robotniczej i następnie od 1948 do Polskiej Zjednoczonej Partii Robotniczej. W PZPR pełnił funkcje II sekretarza komitetu gminnego w Czerminie (1949–1950), sekretarza podstawowej organizacji partyjnej przy powiatowej komendzie Powszechnej Organizacji „Służba Polsce” (1950–1951), członka egzekutywy komitetu powiatowego w Kępnie (1951), a także członka komitetu wojewódzkiego w Poznaniu (1958–1966). W 1951 sprawował mandat radnego w prezydium Powiatowej Rady Narodowej w Kępnie. W 1961, 1965 i 1969 uzyskiwał mandat posła na Sejm PRL w okręgu Leszno, przez trzy kadencje zasiadał w Komisji Rolnictwa i Przemysłu Spożywczego.
Pochowany na Cmentarzu Junikowo w Poznaniu.

## Odznaczenia
- Krzyż Kawalerski Orderu Odrodzenia Polski
- Srebrny Krzyż Zasługi (1955)[2]
- Odznaka 1000-lecia Państwa Polskiego (1966)[3]
- Złote Odznaczenie im. Janka Krasickiego (1970)[4]